# Gremiatxka
Gremiatxka (en rus: Гремячка) és un poble de l'óblast de Kírov, a Rússia, segons el cens del 2010 tenia 181. Pertany al districte (raion) de Viàtskie Poliani.